# Sérgio Conceição
Sérgio Paulo Marceneiro da Conceição (Coímbra, 15 de noviembre de 1974) es un exfutbolista y entrenador portugués. Actualmente está sin club.

## Trayectoria
Nacido en Coimbra y criado en Ribeira de Frades, Conceição comenzó su carrera en las categorías inferiores del Académica de Coimbra de su ciudad natal. Hijo de padre albañil y madre ama de casa, es uno de ocho hermanos. De pequeño era aficionado del Sporting CP.
El padre de Conceição murió en un accidente de moto cuando él tenía 16 años, al día siguiente de ingresar en la academia del FC Porto. Su madre, que ya iba en silla de ruedas por problemas de salud, falleció dos años después de la muerte del padre, y su hermano pequeño también murió cuando Conceição aún era un adolescente, un suceso que más tarde describió como «el momento más difícil» de su vida. «Pensé en dejar el fútbol (...) Me sentí perdido en aquel momento».

### Como jugador
Después de haber pasado por las camadas jóvenes del FC Porto, fue cedido al Felgueiras, equipo de I división, para ganar experiencia. En la temporada 1995/1996, con apenas 21 años, destacó como uno de los mejores elementos del Felgueiras, habiendo jugado 30 partidos y marcando cuatro goles.
Sérgio Conceição, que juega tanto de extremo-izquierdo como de extremo-derecho, fue llamado de nuevo al FC Porto. Entrenado por António Oliveira, asumió la titularidad indiscutible en el equipo que se proclamó campeón en 1996/1997. En la temporada siguiente, fue aún más influyente marcando ocho goles en el campeonato que el FC Porto volvía a ganar, conquistando además la Copa de Portugal, ganada al Braga.
Las buenas exhibiciones de Sérgio Conceição le valieron la transferencia a la liga italiana por 10 millones de euros, una de las más ricas y competitivas de Europa. Durante las temporadas 1998/1999 y 1999/2000 el medio portugués jugó en el Lazio de Roma, uno de los más importantes clubes italianos. El primer año ganó la Copa de Copas, una importante prueba europea, marcando 5 goles en 33 partidos en la Serie A, y en la segunda temporada la liga italiana.
La siguiente temporada, contra su voluntad, el futbolista fue vendido al Parma FC, club más modesto donde también asumió la titularidad. Su cotización llevó a que rápidamente, en 2001/2002, regresase a un club grande, el Inter de Milán, donde permaneció dos temporadas.
Regresó de nuevo a la Lazio, donde acaba por rescindir, de mutuo acuerdo, el contrato con este club y regresa a Portugal, fichando esta vez con el FC Porto hasta el final de la temporada 2003/2004. Sin embargo, tras un solo año, volvió a rescindir su contrato.
Ficha por un club belga, el Standard Lieja, donde fue el jugador principal del equipo, siendo considerado el mejor jugador de la temporada 2004/2005, y habiendo protagonizado un caso polémico de agresión a un árbitro dentro del campo, lo que le valió una sanción de varios meses.
Posteriormente, jugaría en el Al-Qadsiya y el PAOK Salónica FC antes de retirarse.

### Como entrenador

#### Primeros pasos
Tras colgar las botas, comenzó su carrera como técnico ejerciendo de asistente de Dominique D'Onofrio en el Standard de Lieja. En enero de 2012, se convirtió en el nuevo entrenador del SC Olhanense, cargo que desempeñó hasta enero de 2013. En abril de 2013, se incorporó al Académica de Coimbra, dirigiéndolo hasta el final de la temporada 2013-14.
En mayo de 2014, pasó al SC Braga, que finalizó 4.º en la Primeira Liga 2014-15. Sin embargo, fue despedido por el club, que le acusó de haber insultado y amenazado al presidente.En septiembre de 2015, firmó por el Vitória SC, al que llevó al 10.º puesto en la Primeira Liga 2015-16, pero no continuó en el cargo.
En diciembre de 2016, reemplazó a René Girard en el banquillo del FC Nantes. Cogió al equipo en la 19.ª posición de la Ligue 1 2016-17 y lo llevó hasta la 8.ª, asegurando la permanencia sin problemas en abril de 2017 y siendo renovado hasta 2020. Desde su llegada, el Nantes fue el 5.º mejor equipo del campeonato. Sin embargo, en junio de 2017, se desvinculó del club.

#### Porto
En junio de 2017, fue presentado como nuevo entrenador del FC Porto.En su primera temporada ganó inmediatamente la Primeira Liga, mientras que unos mes más tarde obtuvo la Supercopa de Portugal. En la temporada 2020-21 el técnico conquistó la Supercopa y en septiembre, luego de vencer al Braga por 3-1, se convirtió en el técnico con más victorias en la historia de los "dragones", superando el récord anterior de Jesualdo Ferreira (67).En los años posteriores, conquistó dos torneos locales, dos copas nacionales más, otra supercopa y una Copa de la Liga. El 3 de junio de 2024, se anunció oficialmente la rescisión de su contrato con el equipo portugués, tras la polémica renovación a dos días de las mayores elecciones presidenciales de la historia del club.

#### AC Milan
El 30 de diciembre de 2024, fue anunciado como técnico del AC Milan y firmó un contrato hasta junio de 2026.Siete días después, conquistó su primer título con el club italiano después de vencer a la Juventus de Turín en la semifinal y al Inter de Milán en la final de la Supercopa de Italia. Sin embargo, perdió la final de la Copa de Italia y no pudo pasar de una discreta 8ª posición en la Serie A. El 29 de mayo de 2025, el club anunció que Conceição no iba a continuar en el banquillo.

## Selección nacional
Ha sido internacional con la selección de fútbol de Portugal, jugó 56 partidos internacionales y anotó 12 goles. En noviembre de 1996 Sérgio Conceição, por la mano de Artur Jorge, hizo su debut en la selección de Portugal en un partido en que este país venció 1-0 a Ucrania. A partir de ahí, y a pesar de no ser siempre titular, pasó a ser convocado frecuentemente en los partidos de la selección. El punto álgido de su carrera en la selección de Portugal ocurrió durante la Eurocopa 2000, disputada en Bélgica y Holanda, cuando hizo un triplete y marcó en los minutos 35, 54 y 71, gracias a lo que su país derrotó a Alemania. En la fase de clasificación para el Mundial de 2002 Conceição marcó 4 goles, siendo algunos decisivos. Pero en la fase de grupos en Corea del Sur no marcó ningún gol y Portugal ni siquiera llegó a los octavos de final.

### Participaciones en Copas del Mundo
| Mundial                        | Sede                  | Resultado    |
| ------------------------------ | --------------------- | ------------ |
| Copa Mundial de Fútbol de 2002 | Japón y Corea del Sur | Primera fase |

## Clubes

### Como jugador
| Club              | País     | Año       |
| ----------------- | -------- | --------- |
| FC Penafiel       | Portugal | 1993-1994 |
| Leça FC           | Portugal | 1994-1995 |
| FC Felgueiras     | Portugal | 1995-1996 |
| Porto             | Portugal | 1996-1998 |
| SS Lazio          | Italia   | 1998-2000 |
| Parma FC          | Italia   | 2000-2001 |
| Inter de Milán    | Italia   | 2001-2003 |
| SS Lazio          | Italia   | 2003-2004 |
| Porto             | Portugal | 2004      |
| Standard de Lieja | Bélgica  | 2004-2007 |
| Al-Qadsiya        | Kuwait   | 2007      |
| PAOK Salónica FC  | Grecia   | 2008-2010 |

### Como entrenador
| Equipo                        | Div.                | Temporada           | Liga  | Liga | Liga | Liga | Liga |       | Copa | Copa | Copa | Copa  |    | Internacional | Internacional | Internacional | Internacional | Internacional |   | Otros | Otros | Otros | Otros |     | Totales     | Totales | Totales | Totales | Totales | Totales | Totales | Totales |
| Equipo                        | Div.                | Temporada           | Part. | G    | E    | P    | Pos. | Part. | G    | E    | P    | Part. | G  | E             | P             | Pos.          | Part.         | G             | E | P     | Part. | G     | E     | P   | Rendimiento | GF      | GC      | Dif.    |         |         |         |         |
| ----------------------------- | ------------------- | ------------------- | ----- | ---- | ---- | ---- | ---- | ----- | ---- | ---- | ---- | ----- | -- | ------------- | ------------- | ------------- | ------------- | ------------- | - | ----- | ----- | ----- | ----- | --- | ----------- | ------- | ------- | ------- | ------- | ------- | ------- | ------- |
| Olhanense Portugal            | 1.ª                 | 2011-12             | 17    | 6    | 7    | 4    | 8.º  | -     | -    | -    | -    | -     | -  | -             | -             | -             | -             | -             | - | -     | 17    | 6     | 7     | 4   | 49.02%      | 22      | 21      | +1      |         |         |         |         |
| Olhanense Portugal            | 1.ª                 | 2012-13             | 13    | 3    | 5    | 5    | Inc. | 4     | 1    | 1    | 2    | -     | -  | -             | -             | -             | -             | -             | - | -     | 17    | 4     | 6     | 7   | 35.29%      | 21      | 24      | -3      |         |         |         |         |
| Olhanense Portugal            | Total               | Total               | 30    | 9    | 12   | 9    | -    | 4     | 1    | 1    | 2    | -     | -  | -             | -             | -             | -             | -             | - | -     | 34    | 10    | 13    | 11  | 42.16%      | 43      | 45      | -2      |         |         |         |         |
| Académica de Coimbra Portugal | 1.ª                 | 2012-13             | 5     | 2    | 1    | 2    | 11.º | -     | -    | -    | -    | -     | -  | -             | -             | -             | -             | -             | - | -     | 5     | 2     | 1     | 2   | 46.67%      | 4       | 4       | +0      |         |         |         |         |
| Académica de Coimbra Portugal | 1.ª                 | 2013-14             | 30    | 9    | 10   | 11   | 8.º  | 6     | 1    | 3    | 2    | -     | -  | -             | -             | -             | -             | -             | - | -     | 36    | 10    | 13    | 13  | 39.82%      | 30      | 41      | -11     |         |         |         |         |
| Académica de Coimbra Portugal | Total               | Total               | 35    | 11   | 11   | 13   | -    | 6     | 1    | 3    | 2    | -     | -  | -             | -             | -             | -             | -             | - | -     | 41    | 12    | 14    | 15  | 40.65%      | 34      | 45      | -11     |         |         |         |         |
| Braga Portugal                | 1.ª                 | 2014-15             | 34    | 17   | 7    | 10   | 4.º  | 11    | 7    | 3    | 1    | -     | -  | -             | -             | -             | -             | -             | - | -     | 45    | 24    | 10    | 11  | 60.74%      | 81      | 38      | +43     |         |         |         |         |
| Braga Portugal                | Total               | Total               | 34    | 17   | 7    | 10   | -    | 11    | 7    | 3    | 1    | -     | -  | -             | -             | -             | -             | -             | - | -     | 45    | 24    | 10    | 11  | 60.74%      | 81      | 38      | +43     |         |         |         |         |
| Vitória Guimarães Portugal    | 1.ª                 | 2015-16             | 29    | 8    | 10   | 11   | 10.º | 2     | 0    | 0    | 2    | -     | -  | -             | -             | -             | -             | -             | - | -     | 31    | 8     | 10    | 13  | 36.56%      | 43      | 52      | -9      |         |         |         |         |
| Vitória Guimarães Portugal    | Total               | Total               | 29    | 8    | 10   | 11   | -    | 2     | 0    | 0    | 2    | -     | -  | -             | -             | -             | -             | -             | - | -     | 31    | 8     | 10    | 13  | 36.56%      | 43      | 52      | -9      |         |         |         |         |
| Nantes Francia                | 1.ª                 | 2016-17             | 22    | 11   | 5    | 6    | 7.º  | 4     | 2    | 0    | 2    | -     | -  | -             | -             | -             | -             | -             | - | -     | 26    | 13    | 5     | 8   | 56.41%      | 36      | 33      | +3      |         |         |         |         |
| Nantes Francia                | Total               | Total               | 22    | 11   | 5    | 6    | -    | 4     | 2    | 0    | 2    | -     | -  | -             | -             | -             | -             | -             | - | -     | 26    | 13    | 5     | 8   | 56.41%      | 36      | 33      | +3      |         |         |         |         |
| Porto Portugal                | 1.ª                 | 2017-18             | 34    | 28   | 4    | 2    | 1.º  | 10    | 7    | 2    | 1    | 8     | 3  | 2             | 3             | 1/8           | -             | -             | - | -     | 52    | 38    | 8     | 6   | 78.21%      | 119     | 39      | +80     |         |         |         |         |
| Porto Portugal                | 1.ª                 | 2018-19             | 34    | 27   | 4    | 3    | 2.º  | 12    | 8    | 4    | 0    | 10    | 6  | 1             | 3             | 1/4           | 1             | 1             | 0 | 0     | 57    | 42    | 9     | 6   | 78.94%      | 128     | 49      | +79     |         |         |         |         |
| Porto Portugal                | 1.ª                 | 2019-20             | 34    | 26   | 4    | 4    | 1.º  | 12    | 10   | 1    | 1    | 10    | 4  | 1             | 5             | 1/16          | -             | -             | - | -     | 56    | 40    | 6     | 10  | 75%         | 115     | 46      | +69     |         |         |         |         |
| Porto Portugal                | 1.ª                 | 2020-21             | 34    | 24   | 8    | 2    | 2.º  | 8     | 5    | 1    | 2    | 10    | 6  | 1             | 3             | 1/4           | 1             | 1             | 0 | 0     | 53    | 36    | 10    | 7   | 74.21%      | 107     | 48      | +59     |         |         |         |         |
| Porto Portugal                | 1.ª                 | 2021-22             | 34    | 29   | 4    | 1    | 1.º  | 9     | 8    | 0    | 1    | 10    | 2  | 4             | 4             | 1/8           | -             | -             | - | -     | 53    | 39    | 8     | 6   | 78.61%      | 119     | 45      | +74     |         |         |         |         |
| Porto Portugal                | 1.ª                 | 2022-23             | 34    | 27   | 4    | 3    | 2.º  | 13    | 12   | 1    | 0    | 8     | 4  | 1             | 3             | 1/8           | 1             | 1             | 0 | 0     | 56    | 44    | 6     | 6   | 82.14%      | 124     | 35      | +89     |         |         |         |         |
| Porto Portugal                | 1.ª                 | 2023-24             | 34    | 22   | 6    | 6    | 3.º  | 9     | 8    | 0    | 1    | 8     | 5  | 0             | 3             | 1/8           | 1             | 0             | 0 | 1     | 52    | 35    | 6     | 11  | 71.16%      | 100     | 45      | +55     |         |         |         |         |
| Porto Portugal                | Total               | Total               | 238   | 183  | 34   | 21   | -    | 73    | 58   | 9    | 6    | 64    | 30 | 10            | 24            | -             | 4             | 3             | 0 | 1     | 379   | 274   | 53    | 52  | 76.96%      | 812     | 307     | +505    |         |         |         |         |
| AC Milan · Italia             | 1.ª                 | 2024-25             | 21    | 11   | 3    | 7    | 8.º  | 4     | 2    | 1    | 1    | 4     | 1  | 1             | 2             | 1/16          | 2             | 2             | 0 | 0     | 31    | 16    | 5     | 10  | 56.99%      | 50      | 36      | +14     |         |         |         |         |
| AC Milan · Italia             | Total               | Total               | 21    | 11   | 3    | 7    | -    | 4     | 2    | 1    | 1    | 4     | 1  | 1             | 2             | -             | 2             | 2             | 0 | 0     | 31    | 16    | 5     | 10  | 56.99%      | 50      | 36      | +14     |         |         |         |         |
| Total en su carrera           | Total en su carrera | Total en su carrera | 409   | 250  | 82   | 77   | -    | 104   | 71   | 17   | 16   | 68    | 31 | 11            | 26            | -             | 6             | 5             | 0 | 1     | 587   | 357   | 110   | 120 | 67.07%      | 1099    | 556     | +543    |         |         |         |         |
| 1. 2. 3.                      |                     |                     |       |      |      |      |      |       |      |      |      |       |    |               |               |               |               |               |   |       |       |       |       |     |             |         |         |         |         |         |         |         |

#### Resumen por competiciones
| Competición                  | Partidos | Ganados | Empatados | Perdidos | %      | Resultado        |
| ---------------------------- | -------- | ------- | --------- | -------- | ------ | ---------------- |
| Primeira Liga                | 365      | 228     | 74        | 63       | 69.23% | Campeón          |
| Copa de Portugal             | 61       | 48      | 8         | 5        | 83.06% | Campeón          |
| Copa de la Liga de Portugal  | 35       | 19      | 8         | 8        | 61.91% | Campeón          |
| Supercopa de Portugal        | 4        | 3       | 0         | 1        | 75%    | Campeón          |
| Ligue 1                      | 22       | 11      | 5         | 6        | 57.58% | 7.º lugar        |
| Copa de Francia              | 2        | 1       | 0         | 1        | 50%    | Cuarta ronda     |
| Copa de la Liga de Francia   | 2        | 1       | 0         | 1        | 50%    | Cuartos de final |
| Serie A                      | 21       | 11      | 3         | 7        | 57.14% | 8.º lugar        |
| Copa Italia                  | 4        | 2       | 1         | 1        | 58.33% | Subcampeón       |
| Supercopa de Italia          | 2        | 2       | 0         | 0        | 100%   | Campeón          |
| Liga de Campeones de la UEFA | 56       | 27      | 8         | 21       | 52.97% | Cuartos de final |
| Liga Europea de la UEFA      | 12       | 4       | 3         | 5        | 41.66% | Octavos de final |
| TOTAL                        | 587      | 357     | 110       | 120      | 67.07% | 12 Títulos       |

## Palmarés

### Como jugador

#### Títulos nacionales
| Título                | Club     | País     | Año  |
| --------------------- | -------- | -------- | ---- |
| Primeira Liga         | FC Porto | Portugal | 1997 |
| Supercopa de Portugal | FC Porto | Portugal | 1997 |
| Primeira Liga         | FC Porto | Portugal | 1998 |
| Copa de Portugal      | FC Porto | Portugal | 1998 |
| Supercopa de Italia   | SS Lazio | Italia   | 1998 |
| Serie A               | SS Lazio | Italia   | 2000 |
| Copa Italia           | SS Lazio | Italia   | 2000 |
| Copa Italia           | SS Lazio | Italia   | 2004 |
| Primeira Liga         | FC Porto | Portugal | 2004 |

#### Títulos internacionales
| Título              | Club     | País   | Año  |
| ------------------- | -------- | ------ | ---- |
| Recopa de Europa    | SS Lazio | Italia | 1999 |
| Supercopa de Europa | SS Lazio | Italia | 1999 |

### Como entrenador

#### Títulos nacionales
| Título                      | Club     | País     | Año  |
| --------------------------- | -------- | -------- | ---- |
| Primeira Liga               | FC Porto | Portugal | 2018 |
| Supercopa de Portugal       | FC Porto | Portugal | 2018 |
| Primeira Liga               | FC Porto | Portugal | 2020 |
| Copa de Portugal            | FC Porto | Portugal | 2020 |
| Supercopa de Portugal       | FC Porto | Portugal | 2020 |
| Primeira Liga               | FC Porto | Portugal | 2022 |
| Copa de Portugal            | FC Porto | Portugal | 2022 |
| Supercopa de Portugal       | FC Porto | Portugal | 2022 |
| Copa de la Liga de Portugal | FC Porto | Portugal | 2023 |
| Copa de Portugal            | FC Porto | Portugal | 2023 |
| Copa de Portugal            | FC Porto | Portugal | 2024 |
| Supercopa de Italia         | AC Milan | Italia   | 2024 |